# Margattea parabisignata
Margattea parabisignata (лат.) — вид тараканов рода Margattea из семейства Ectobiidae (в составе подсемейства Pseudophyllodromiinae или в отдельном семействе Pseudophyllodromiidae). Эндемик Китая.

## Этимология
Видовое название parabisignata отражает его сходство с M. bisignata Bey-Bienko, 1970.

## Распространение
Встречается в Китае (Хайнань, Цюнчжун-Ли-Мяоский автономный уезд, Mountain Limu).

## Описание
Тело небольшое (около 1 см), желтовато-коричневое. Этот вид в целом похож на Margattea bisignata Bey-Bienko, 1970, но может быть дифференцирован от него по следующим признакам: 1) левый фалломер с коротким колючим отростком; у последнего — с длинным колючим отростком; 2) вершина срединного фалломера с редкой кистевидной структурой, состоящей из колючек разного размера; у последнего срединный фалломер изогнут на вершине, листовидный и с кистевидной структурой. Межоцеллярное расстояние немного шире расстояния между глазами, уже расстояния между усиковыми впадинами. Пятый нижнечелюстной пальмомер расширен, третий и четвёртый пальмомер оба длиннее пятого. Переднеспинка субэллиптическая, шире длины, диск обычно с симметричными макулами и полосами. Надкрылья и задние крылья полностью развиты. Вид был впервые описан в 2024 году китайскими энтомологами из Southwest University (Чунцин, Китай).